# Joshua Sylvester
Joshua Sylvester (Kent, 1563 – Middelburg, 28 settembre 1618) è stato un poeta britannico.
Mercante, dal 1592 al 1606 tradusse poeticamente La settimana della creazione di Guillaume de Salluste Du Bartas, che gli valse gloria e notorietà.